# Closterocerus clinias
Closterocerus clinias är en stekelart som först beskrevs av Walker 1838.  Closterocerus clinias ingår i släktet Closterocerus, och familjen finglanssteklar. Arten är reproducerande i Sverige.